# Wäber (Bern)

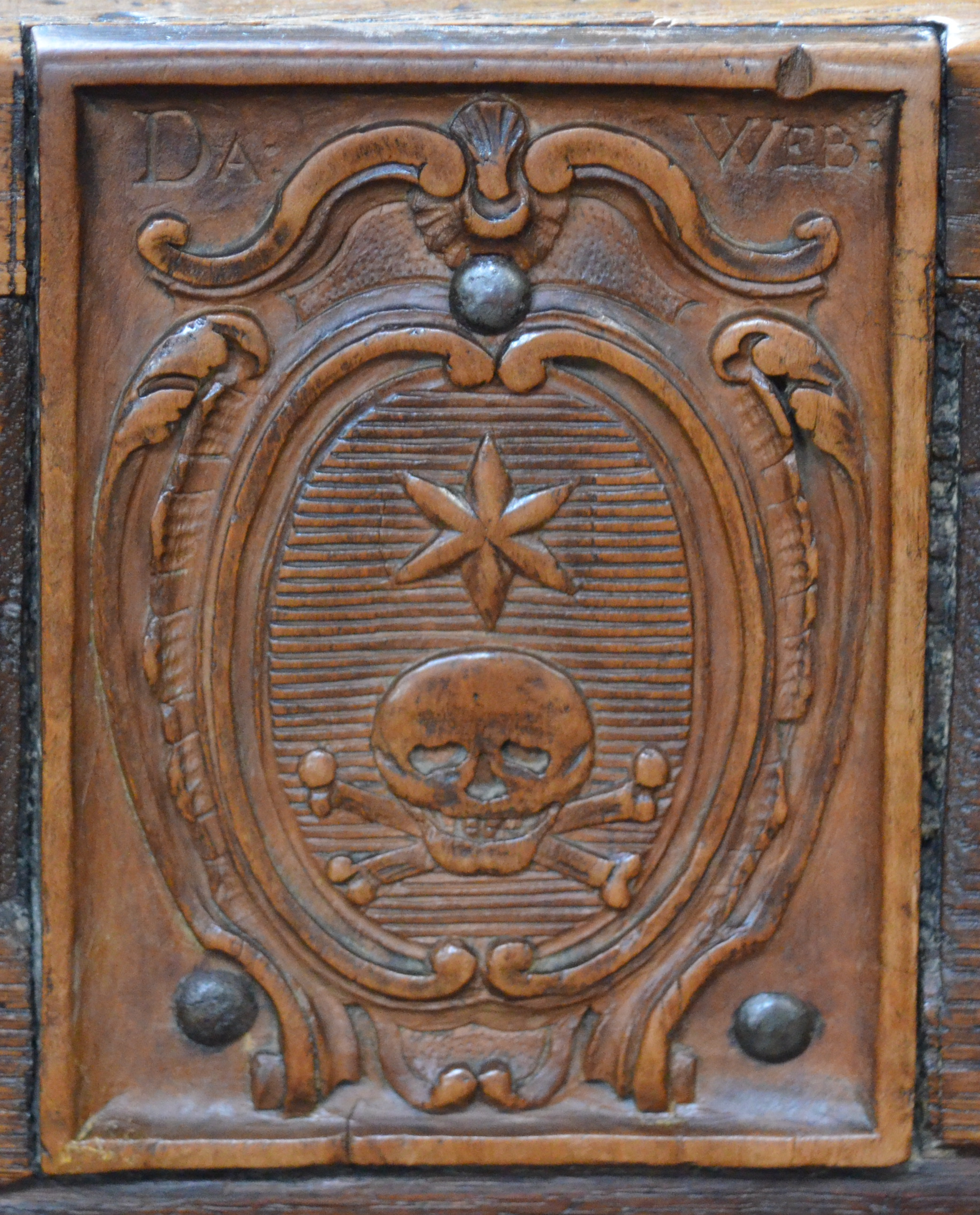
Berner Münster, Kirchenortschild David Wäber (um 1750)

Die Familie Wäber ist eine aus Merenschwand in der Schweiz stammende Familie, die seit 1544 das Burgerrecht der Stadt Bern besitzt. 
Zweige der Familie gehören der Zunftgesellschaft zu Schmieden und der Gesellschaft zu Kaufleuten an, erloschene Linien der Gesellschaft zu Pfistern und der Zunftgesellschaft zu Metzgern. Die Nachkommen des Theologen Johannes Wäber waren als Geistliche, Schreiber, Zimmerleute, Metzger, Färber und Kunsthandwerker tätig.

## Personen
- Johannes Wäber (1499–1577), Pfarrer am Münster
- Wilhelm Wäber (1629–1682), Metzger, Mitglied des Grossen Rats, Mushafenschaffner
- Jakob Wäber († 1698), Fahnen- und Büchsenmaler
- David Wäber (1685–1757), Schreiber, Siechenschreiber, Sekretär der Exulantenkammer
- Abraham Wäber († 1793), Bildhauer
- John Webber (1751–1793), englischer Maler und Expeditionszeichner
- Henry Webber (1754–1826), Bildhauer und Designer
- Johann Rudolf Wäber (1787–1854), Pfarrer in Lauterbrunnen und Mühleberg
- Karl Friedrich Wäber (1788–1838), Werkmeister, Oberstleutnant 1830, Stadtrat 1831, Grossrat 1831 bis 1838
- Paul Adolf Wäber (1874–1946), Dr. iur., Fürsprecher, Sekretär der kantonalen Polizeidirektion, Oberrichter
- John Harald Wäber (* 1942), Historiker